# Skórcz
Skórczⓘ (em alemão: Skurz) é um município no norte da Polônia. Pertence à voivodia da Pomerânia, no condado de Starogard. É a sede comuna urbano-rural de Skórcz, localizada na fronteira nordeste da Floresta Tuchola, na região cultural de Kociewie.
Foi uma vila real no estarostado de Osieck, no condado de Novy, na voivodia da Pomerânia, na segunda metade do século XVI. [2] Entre 1975 e 1998, a cidade pertenceu administrativamente à voivodia de Gdansk. A cidade está localizada na rota de duas linhas de trem (agora suspensas): n.º 218 (Szlachta — Myślice) e n.º 243 (Skórcz — Starogard Gdański).
Estende-se por uma área de 3,6 km², com 3 422 habitantes, segundo o censo de 31 de dezembro de 2023, com uma densidade populacional de 943 hab./km².

## Estrutura da área
Segundo dados de 2023, Skórcz tem uma área de 3,6 km², incluindo:
- Terras agrícolas: 56%
- Terras florestais: 7%

A cidade representa 0,27% da área do condado.

## História
As variantes históricas de nomenclatura da cidade foram Schorcz, Scoricz, Schoritz, Schorczk, Skorcz, Skorczke, Skurcz e Skorć.
Skórcz é identificada com Scurgon, um assentamento na Rota do Âmbar, que foi marcado no mapa-múndi de Ptolomeu criado no século II. No século XIV, uma igreja gótica foi construída em Skórcz. Durante a Guerra dos Treze Anos, em 1458, os poloneses foram vitoriosos sobre os Cavaleiros Teutônicos na Batalha de Skórcz. Durante a época da Primeira República da Polônia, Skórcz era uma vila real no estarostado de Osieck, no condado de Now, na voivodia da Pomerânia da Coroa do Reino da Polônia. Após a Primeira Partição da Polônia a vila ficou no domínio do Reino da Prússia. Em 1866, o primeiro Banco do Povo Polonês na Pomerânia de Gdansk foi instalado em Skórcz.
De 3 a 27 de novembro de 1906, uma greve de crianças contra o ensino de religião em alemão foi realizada na escola primária local. Crianças das famílias Chył, Szyszkowski, Kądziel e Lang participaram da greve. A greve foi parte de uma ação muito maior de resistência passiva contra as autoridades escolares prussianas, que na virada de 1906 e 1907 envolveu mais de 460 escolas na província da Prússia Ocidental, ou seja, na Pomerânia de Gdansk pré-partição, Terra de Chełmno e Terra de Lubawa e parte de Krajna. As greves da Pomerânia foram inspiradas por ações anteriores de crianças na província da Grande Polônia, com a famosa greve em Września (1901) na vanguarda. Em 1966, uma pedra com uma placa comemorativa do 60.º aniversário da greve foi inaugurada em frente à escola contemporânea na rua J. Haller.
Skórcz retornou à Polônia depois que a Polônia recuperou a independência, em 1920, quando o exército do general Józef Haller entrou na cidade.
Skórcz recebeu os direitos financeiros municipais em 1929 e direitos municipais em 1934. Durante a Segunda Guerra Mundial, a cidade foi ocupada pela Alemanha. Skórcz foi ocupada em 3/4 de março de 1945 por unidades da 46.ª Divisão de Infantaria do 108.º Corpo de Exército e unidades do 105.º Corpo de Exército do 65.º Exército da Segunda Frente Bielorrussa.
Em 1992, foi criado um município independente de Skórcz, excluindo a área da cidade da antiga comuna urbano-rural.

## Demografia
Conforme os dados do Escritório Central de Estatística da Polônia (GUS) de 31 de dezembro de 2024, Skórcz é uma cidade muito pequena com uma população de 3 422 habitantes (36.º lugar na voivodia da Pomerânia e 691.º na Polônia), tem uma área de 3,6 km² (42.º, último lugar na voivodia da Pomerânia e 942.º lugar na Polônia) e uma densidade populacional de 943 hab./km² (27.º lugar na voivodia da Pomerânia e 332.º lugar na Polônia). Entre 2002–2024, o número de habitantes diminuiu 2,2%.
Os habitantes de Skórcz constituem cerca de 2,74% da população do condado de Starogard, constituindo 0,15% da população da voivodia da Pomerânia.
| Descrição                         | Total      | Total   | Mulheres   | Mulheres | Homens     | Homens  |
| --------------------------------- | ---------- | ------- | ---------- | -------- | ---------- | ------- |
| unidade                           | habitantes | %       | habitantes | %        | habitantes | %       |
| população                         | 3 422      | 100     | 1 758      | 51,4     | 1 664      | 48,6    |
| área                              | 3,6 km²    | 3,6 km² | 3,6 km²    | 3,6 km²  | 3,6 km²    | 3,6 km² |
| densidade populacional (hab./km²) | 943        | 943     | 484,7      | 484,7    | 458,3      | 458,3   |

## Monumentos e memoriais

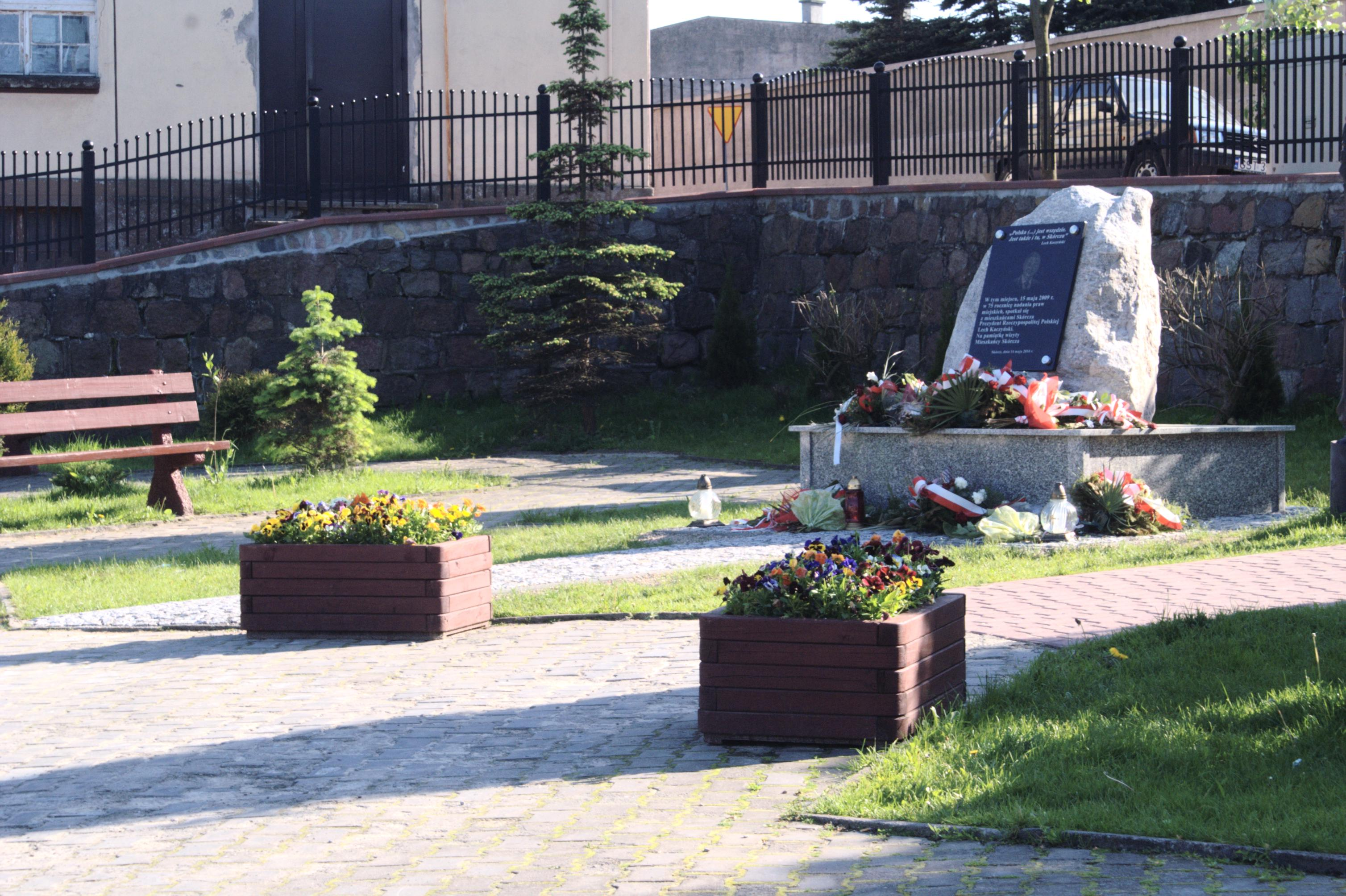
Monumento a Lech Kaczyński

Conforme o registro de monumentos do Instituto do Patrimônio Nacional, os seguintes estão listados:
- Complexo urbano da cidade
- Igreja Paroquial de Todos os Santos, meados dos séculos XIV, XVI e XIX[12]
- Edifício residencial, rua Sobieskiego, 10, 1908

O principal monumento da cidade é a igreja gótica de Todos os Santos, construída no século XIV. Além disso, há casas históricas e sobrados.
Em maio de 2010, o primeiro monumento a Lech Kaczyński na Polônia foi inaugurado em Skórcz. Há também uma placa comemorativa do local de um campo de trabalho nazista para os habitantes de Skórcz e arredores, uma placa comemorativa do assassinato de 76 mulheres de nacionalidade judaica em fevereiro de 1945, um monumento comemorativo da greve escolar de Kociewie de 1906 e outros.

## Comunas vizinhas
Osiek e Skórcz

## Galeria

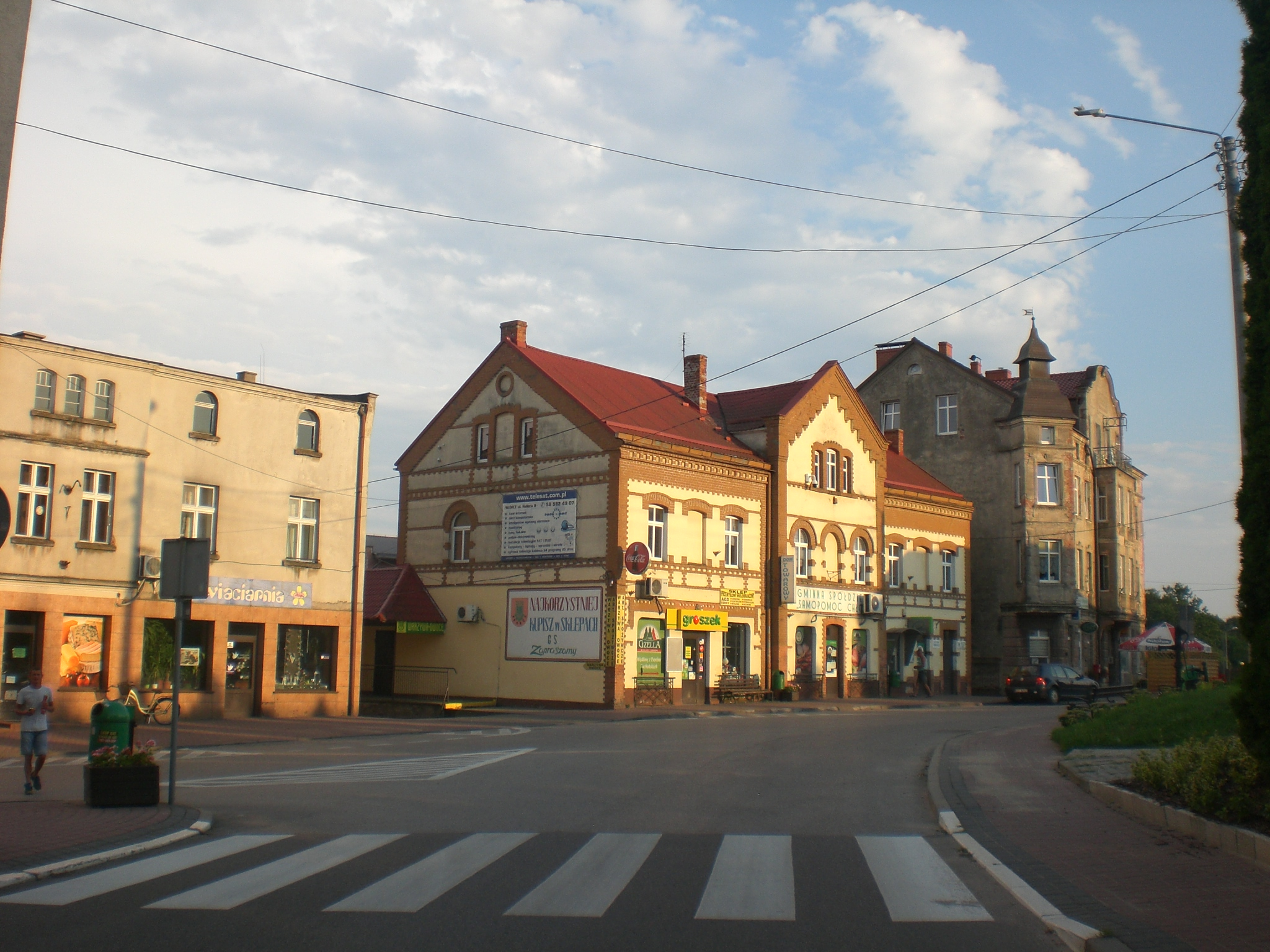
Sobrados em Skórcz
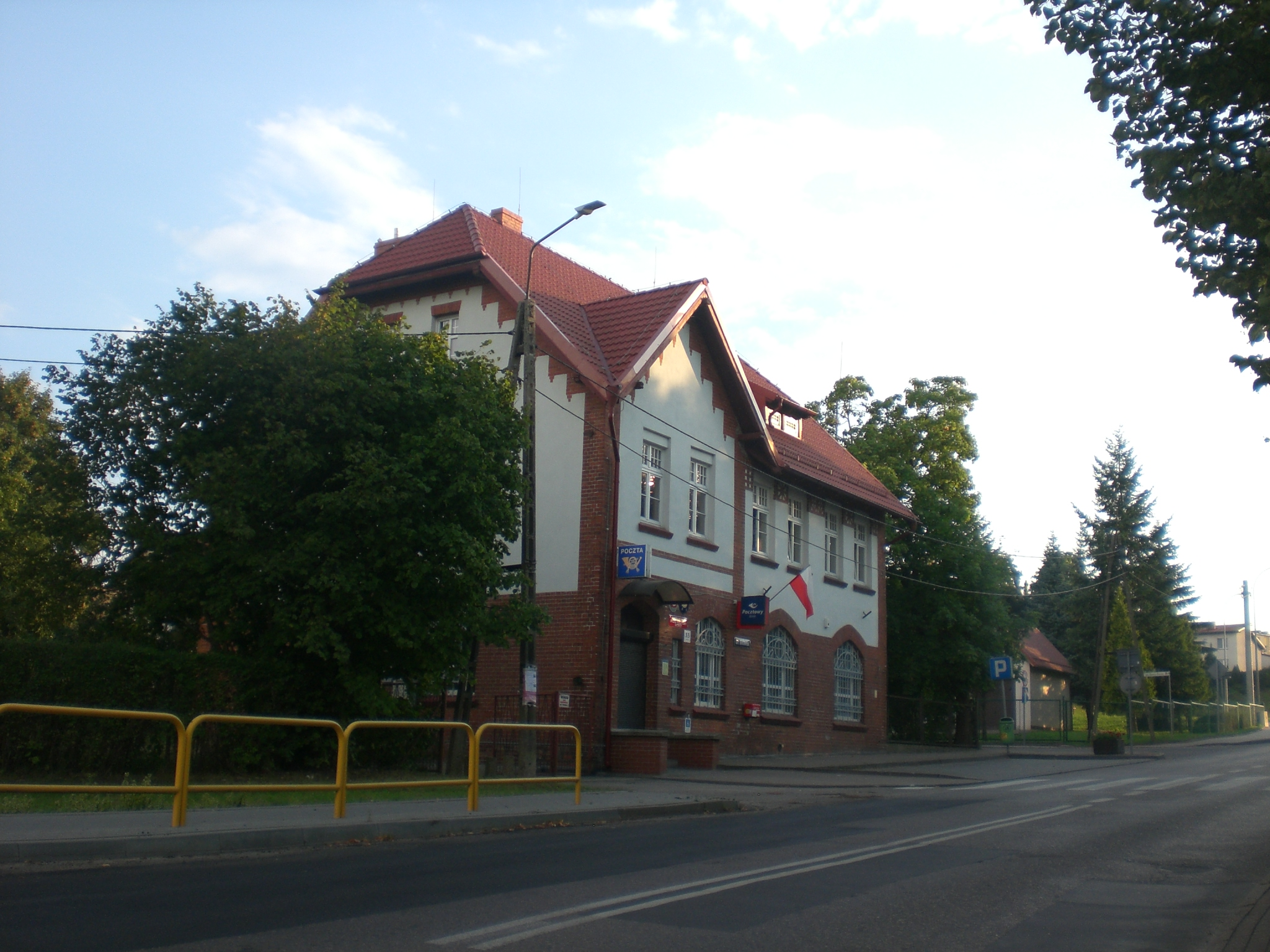
Edifício dos Correios
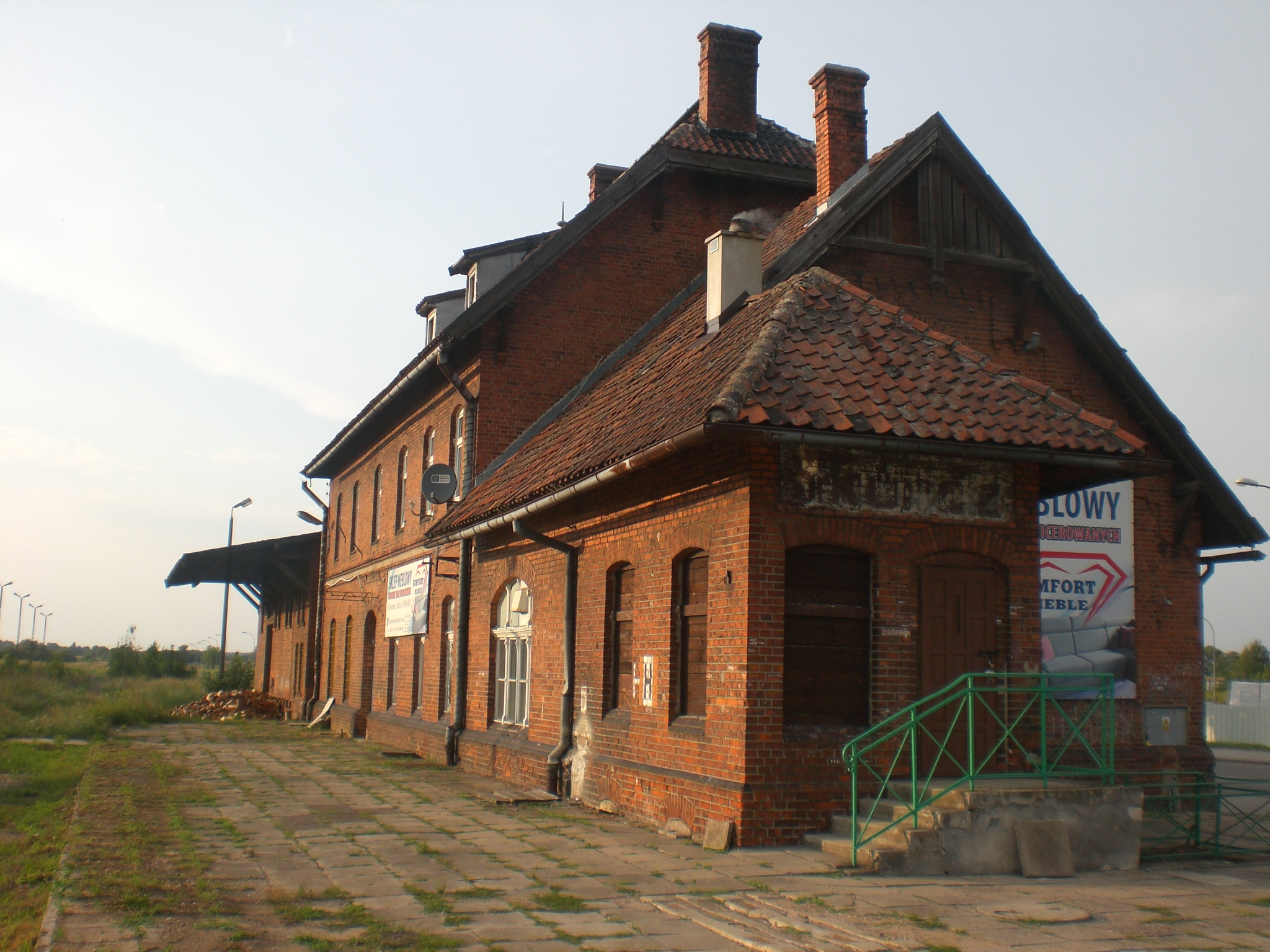
Antiga estação ferroviária
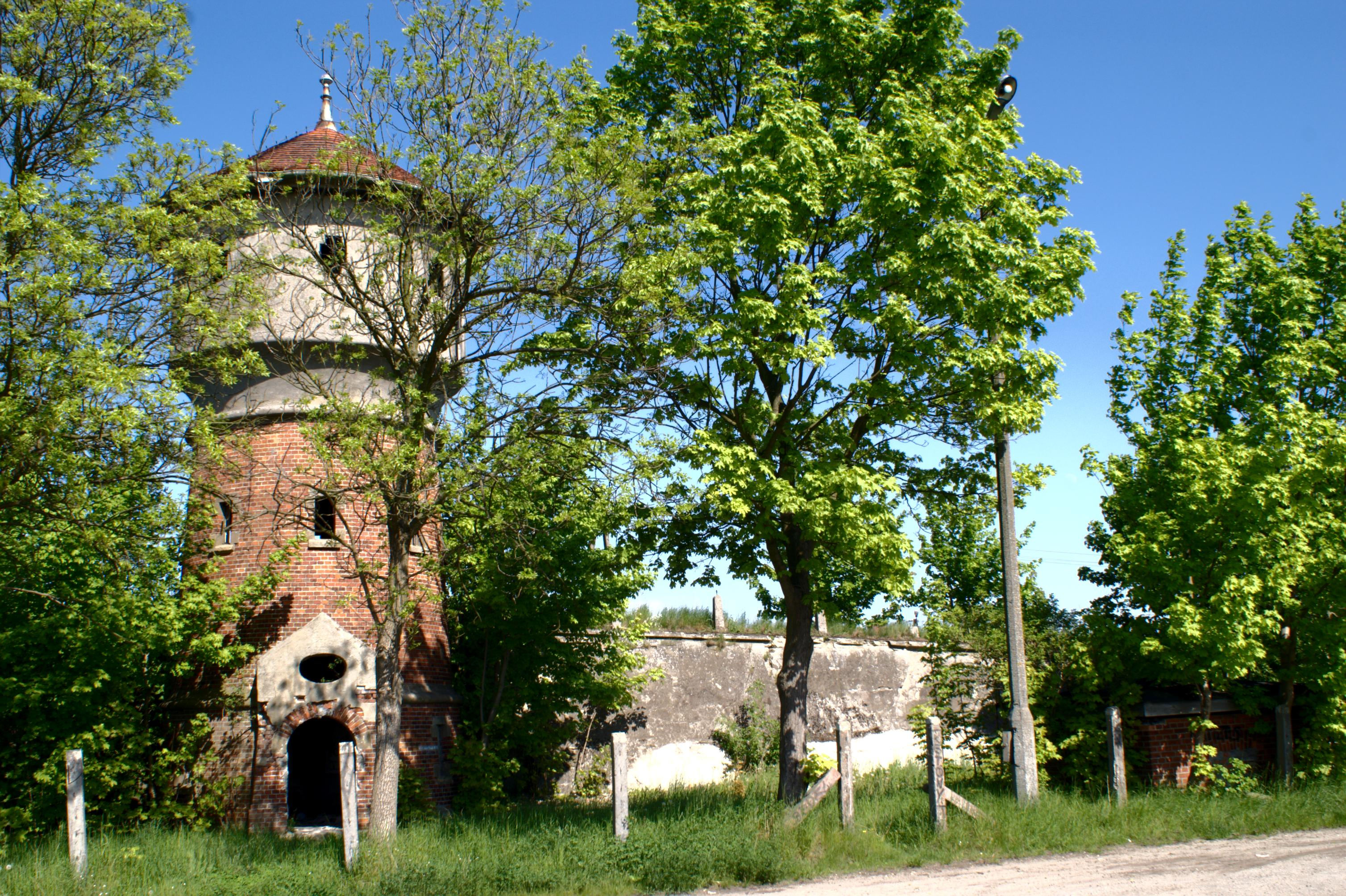
Torre de água da ferrovia
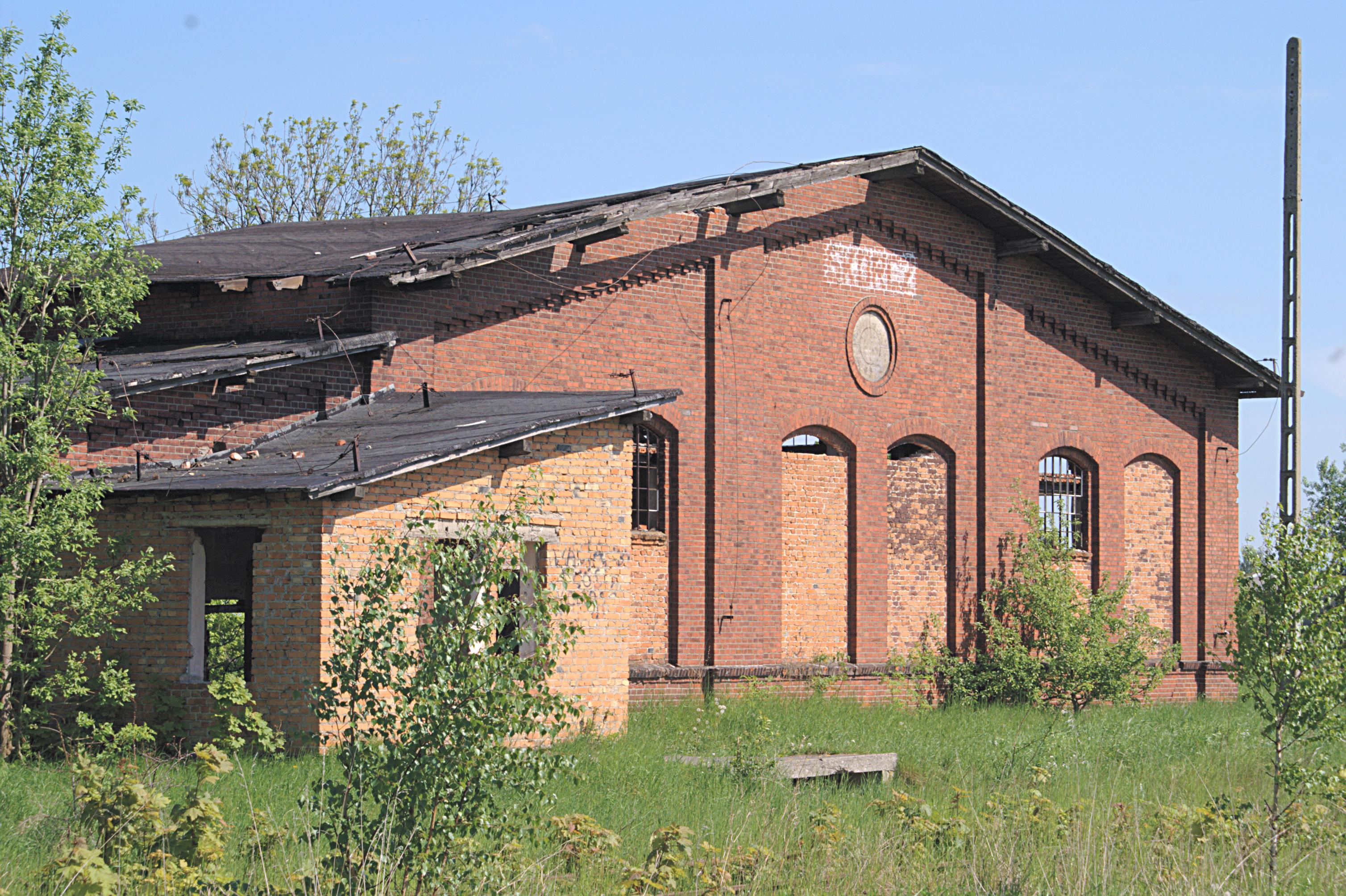
Galpão das locomotivas
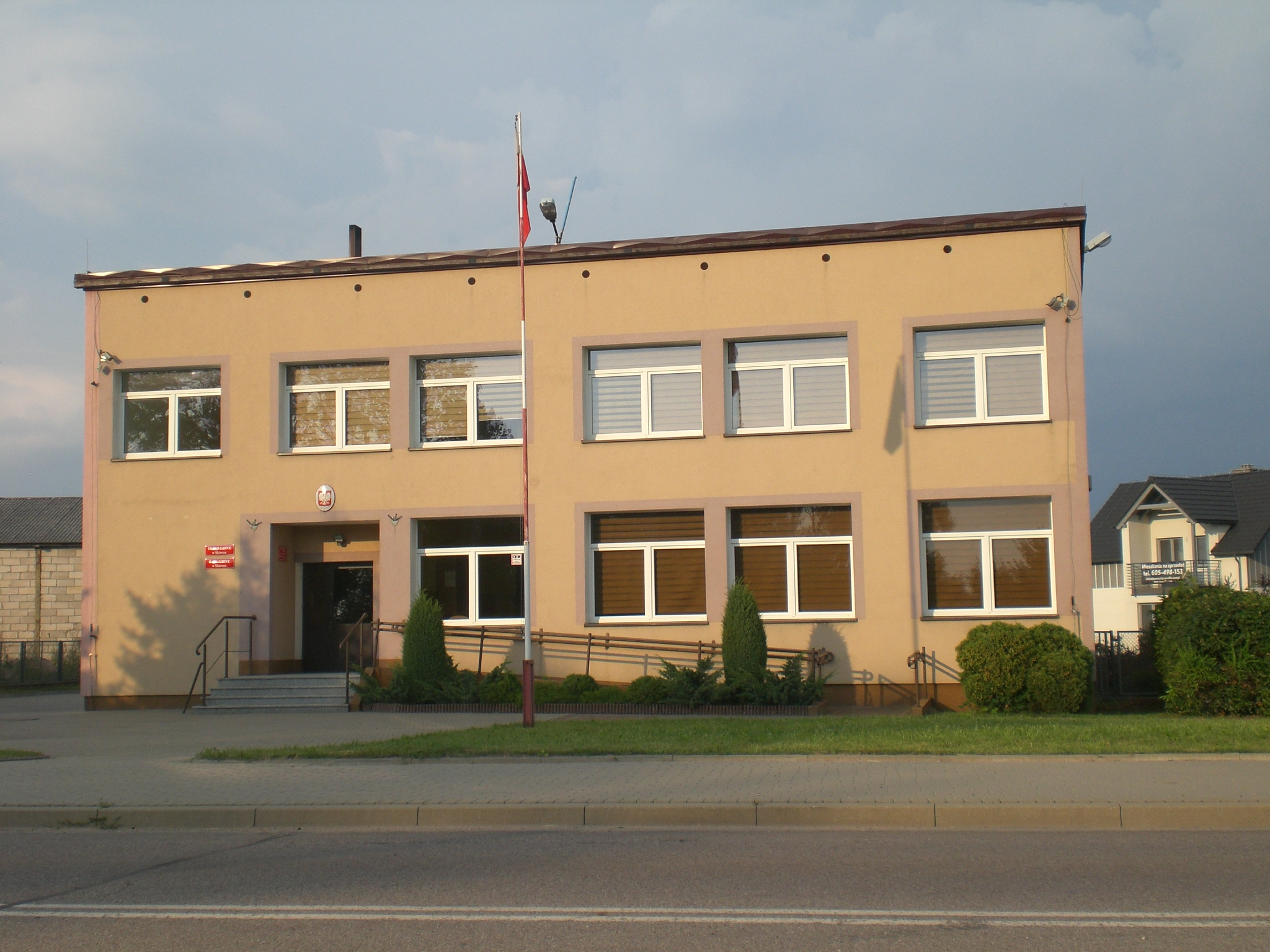
Escritório da comuna